# Indiana (kommun)
Indiana är en kommun i Brasilien.   Den ligger i delstaten São Paulo, i den södra delen av landet, 800 km sydväst om huvudstaden Brasília. Antalet invånare är 4 828. Arean är 128 kvadratkilometer.
Terrängen i Indiana är platt.
Omgivningarna runt Indiana är huvudsakligen savann. Runt Indiana är det ganska glesbefolkat, med 31 invånare per kvadratkilometer.